# Chorzów
Pour l’article homonyme, voir Chorzów (Basses-Carpates).
Chorzów (en silésien : Chorzůw, historique : Krůlewsko Huta ; en allemand : Königshütte) est une ville de Pologne, en Voïvodie de Silésie. La ville est connue durant la période allemande sous le nom de Königshütte (littéralement : « Forge du roi »). Entre 1922 et 1939, elle retourne à la Pologne, et de nouveau à partir de 1945.
La ville est le chef-lieu du powiat-ville de Chorzów.

## Histoire
La ville est composée de plusieurs quartiers ayant une histoire distincte. Le plus ancien d'entre eux est Chorzów Stary (« le vieux Chorzów ») qui était autrefois le village de Chorzów. La première mention confirmant l'existence du village date de 1136. L'emplacement du village fut officialisé en 1257 par un acte délivré par le prince Ladislas d'Opole. Le document a permis à l'ordre canonial régulier du Saint-Sépulcre de délimiter l'emplacement du village dans le droit allemand. L'ordre construit une chapelle et un hôpital (en 1299, il s'installe à la ville voisine Bytom). Le 1er avril 1898, Königshütte obtient le statut d'arrondissement urbain et quitte ainsi l'arrondissement de Beuthen.

## Monuments

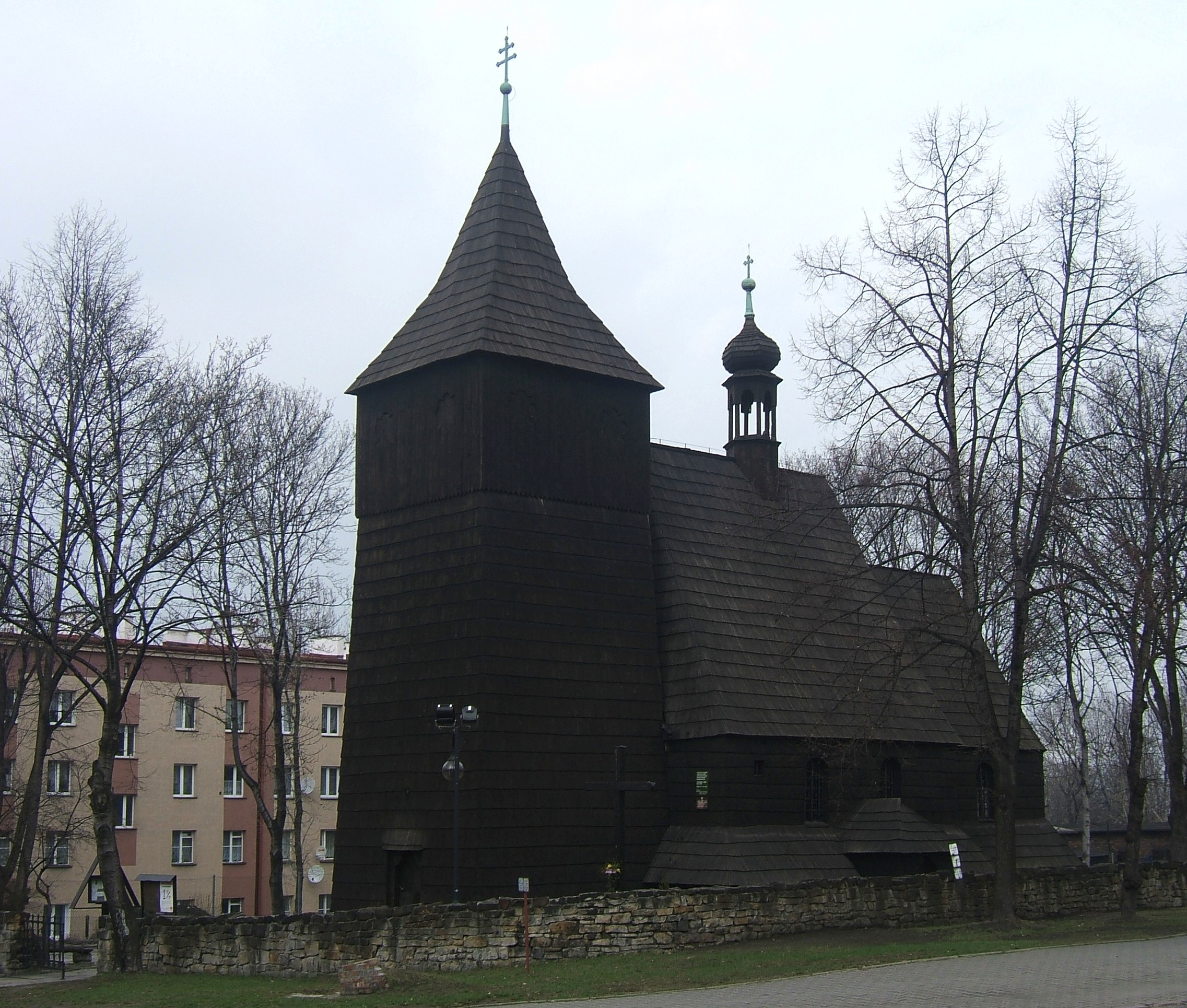
Église en bois du XVIe siècle, apportée de Knurów en 1935

## Sport
Le stade national de l'équipe de football de Pologne Stadion Śląski se situe à Chorzów.
Le Ruch Chorzów est le club de football de la ville. Il a gagné 14 fois le Championnat de Pologne de football.

## Accident
Le 28 janvier 2006, le toit du Parc des expositions internationales de Katowice à Chorzów, construit entre 1999 et 2000, s'effondre sous le poids de la neige, causant la mort de soixante-sept personnes.

## Marché du travail à Chorzów
C'est un endroit avec un grand potentiel économique. Il se développe au sein de la zone industrielle de Haute-Silésie, qui est la plus grande zone industrielle de notre pays. La ville comprend également la sous-zone Chorzów de la zone économique spéciale de Katowice. La région est traditionnellement associée aux industries lourdes, minières, métallurgiques et chimiques.
Les opportunités d’emploi à Chorzów sont diverses. Selon l'étude Baromètre des métiers, réalisée chaque année pour le compte du ministère du Travail, en 2024, la plus grande demande de salariés concerne : 
- les enseignants des matières professionnelles et les enseignants de la formation professionnelle pratique,
- les soignants de personnes âgées ou handicapées,
- infirmières et sages-femmes,
- employés des services en uniforme.

Nous recherchons de toute urgence des personnes pour des postes tels que vendeur, ajusteur, conseiller clientèle, électricien, opérateur de production, chef comptable, opérateur de chariot élévateur, opérateur de chariot élévateur, responsable export, agent immobilier/agent immobilier, ingénieur en construction/directeur de construction, programmeur full-stack ou ouvrier de production junior. Il existe également une demande constante d’opérateurs de machines, d’employés de la logistique, de la livraison et des entrepôts. Parcourez les dernières offres et postulez !
La situation du marché du travail en ville est généralement très favorable aux personnes en recherche d'emploi. En témoigne le faible taux de chômage, tant par rapport à la moyenne provinciale que nationale. En juin 2024, 1 300 personnes étaient inscrites au Bureau du travail du district de Chorzów. des chômeurs.

## Jumelages
La ville de Chorzów est jumelée avec :
- Iserlohn (Allemagne) depuis mai 2004
- Creil (France) depuis 2006
- Termoli (Italie)
- Ózd (Hongrie)
- Ternopil (Ukraine)
- Zlín (Tchéquie)

## Personnalités

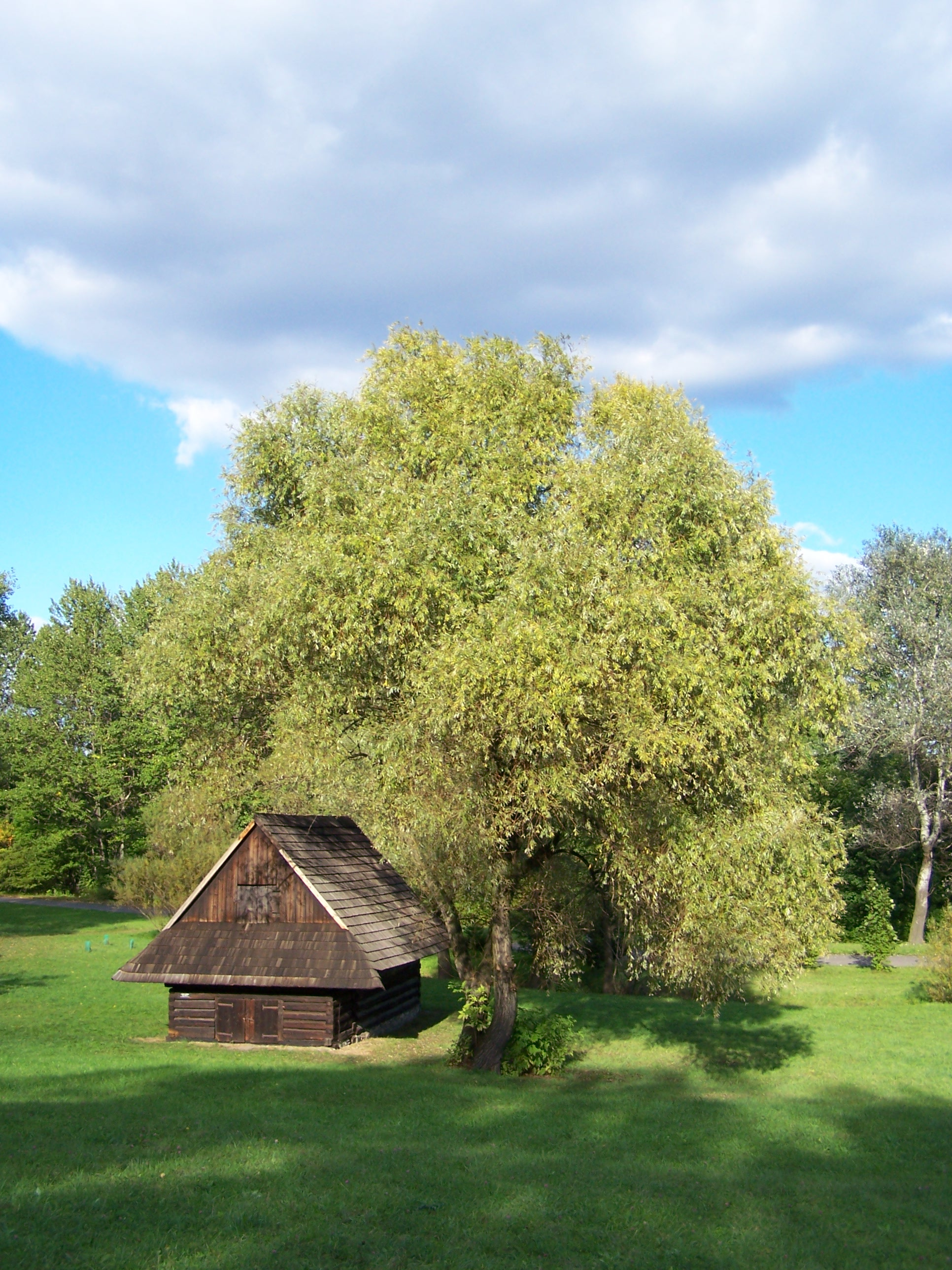
Une cabane en bois dans le parc du musée ethnographique

- Kurt Alder, chimiste allemand, Prix Nobel de chimie
- Marcin Dylla, guitariste classique polonais, lauréat de nombreux premiers prix de concours internationaux.
- August Froehlich, prêtre allemand et résistant allemand au national-socialisme
- Anton Froehlich, Grossiste, propriétaire du 'Premier moulin à vapeur de Königshütte', président du conseil d'administration de Śląski Bank Ludowy
- Theodor Kalide (de), architecte
- Antoni Piechniczek, entraîneur de football polonais
- Erwin Respondek, économiste, homme politique et résistant allemand au national-socialisme
- Günther Rittau, metteur en scène et cinéaste allemand
- Hanna Schygulla, actrice et chanteuse allemande
- Adam Taubitz, violoniste, trompettiste, guitariste et compositeur le jazz et musique classique.
- Franz Waxman, compositeur de musique de film
- Mieczysław Wojczak, gardien de handball, médaillé de bronze aux Jeux de Montréal
- Oswald Kaduk, criminel nazi

## Culture

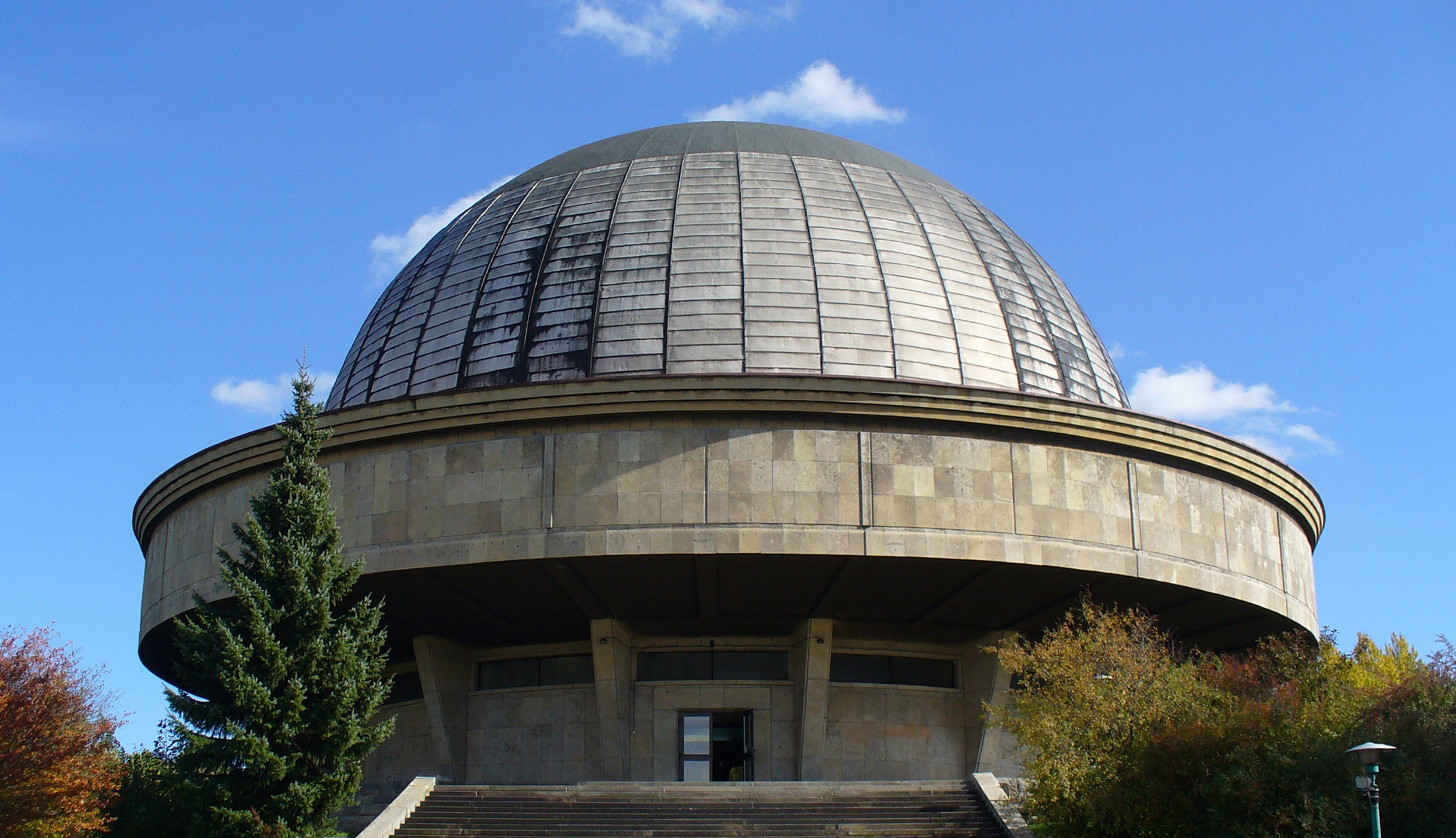
Planétarium de Silésie

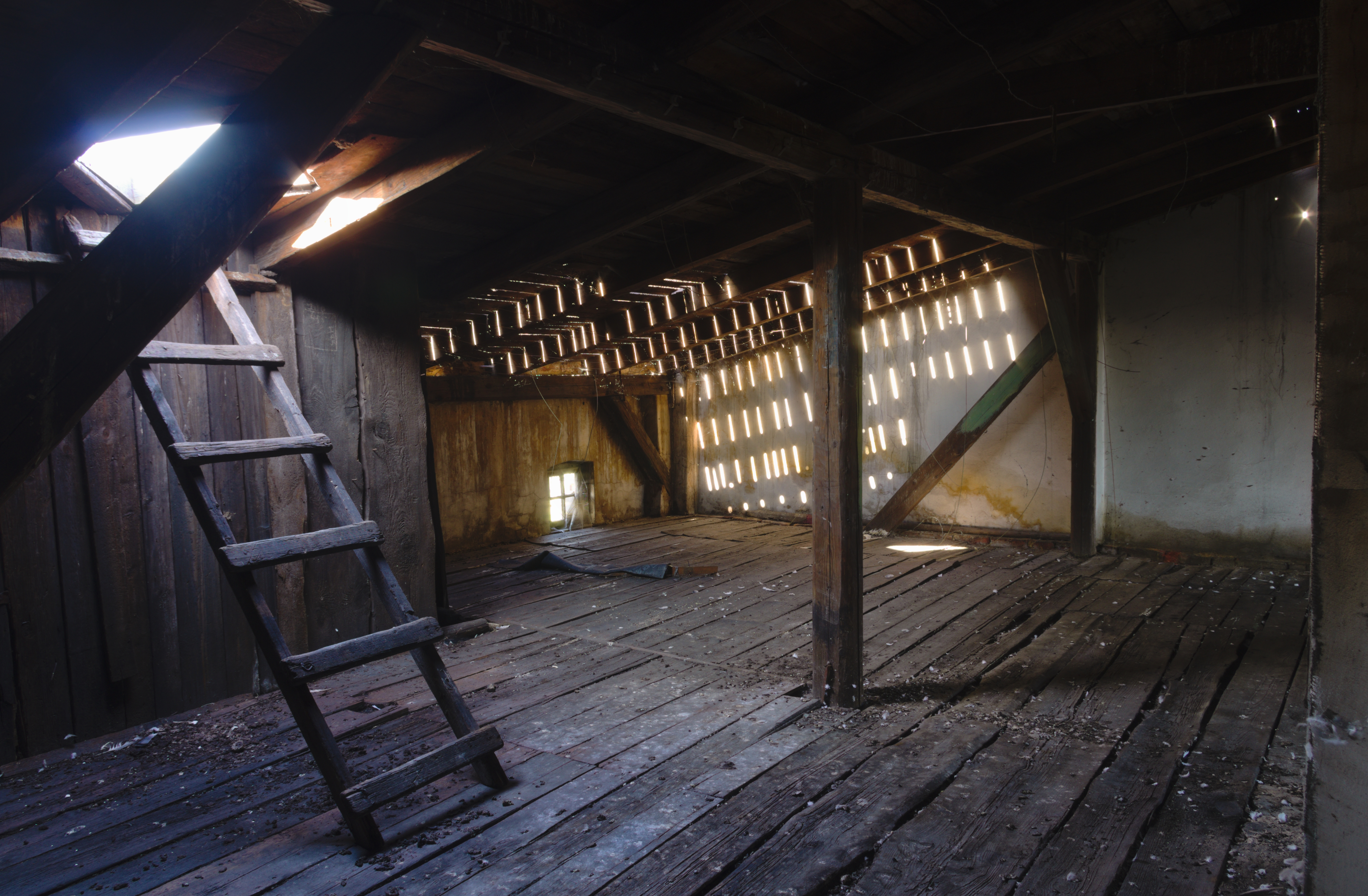
Un comble (architecture) rue Siemianowicka à Chorzów. Septembre 2020.

- Planétarium de Silésie
- Musée ethnographique
- Parc zoologique de Silésie